# مايكل هايمان
مايكل هايمان (بالإنجليزية: Michael Hayman)‏ هو رائد أعمال بريطاني، ولد في 3 يناير 1970.